# Gomecello
Gomecello è un comune spagnolo di 520 abitanti situato nella comunità autonoma di Castiglia e León.